# Милан Трнинић (глумац)
Милан Трнинић (Бихаћ, 10. новембар 1988) српски је позоришни и телевизијски глумац и ИТ стручњак.

## Каријера
Милан Трнинић је рођен 1988. године у Бихаћу, од оца Рајка Раје Трнинића из Доброг Села и мајке Виде Кецман из Смољане. Одрастао је и живио у Петровцу, тачније у градском насељу Добро Село, све до прогона 1995. године и избјеглиштва у Србији, гдје је уписао основну школу. Убрзо се по завршетку рата вратио у Републику Српску. Значајну телевизијску улогу остварио је у серији То топло љето редитеља Милана Караџића. Студије глуме завршио је на Академији умјетности Универзитета у Бањој Луци 2010. године. На истом факултету завршио је послиједипломске студије 2015. године и стекао звање магистра глуме. Такође, има диплому инжењера електротехнике. Глумио је на телевизији и у позоришту, а значајне улоге на позоришним даскама остварио је у Народном позоришту Републике Српске, Дјечијем позоришту Републике Српске и Студентском позоришту у Бањалуци.

## Улоге
| Год.  | Назив         | Улога              |
| ----- | ------------- | ------------------ |
| 2008. | То топло љето | Драган, Пецин брат |